# Потанин, Николай Иванович
Никола́й Ива́нович Пота́нин (18 октября 1937 года, Комаровка, Тевризский район, Омская область, СССР — 10 июня 2018 года, Отрадное, Россия) — Герой Социалистического Труда (1973), старший оператор Киришского нефтеперерабатывающего завода имени 50-летия ВЛКСМ Министерства нефтеперерабатывающей и нефтехимической промышленности СССР.

## Биография
Николай Потанин родился 18 октября 1937 года в деревне Комаровка Омской области.
Работал на Омском нефтеперерабатывающем заводе. В 1966 году вместе с семьей приехал в город Кириши Ленинградской области.
Работал на Невском заводе «Электрощит».
Жил в Отрадном. Умер 10 июня 2018 года. Похоронен на кладбище «Арбузово» (территория Кировского городского поселения).

## Награды и звания
- 20.4.1971 — за успехи в выполнении производственных заданий плана восьмой пятилетки (1966—1970), внедрение передовых методов труда и достижение высоких технико-экономических показателей в нефтеперерабатывающей и нефтехимической промышленности награждён орденом Трудового Красного Знамени[1].
- 20.4.1973 — Указом Президиума Верховного Совета СССР присвоено звание Героя Социалистического Труда с вручением ордена Ленина и золотой медали «Серп и Молот»[1].
- почётный житель города Отрадное[3]
- почётный гражданин города Кириши и Киришского района[4]